# 亞赫羅博利斯科耶湖

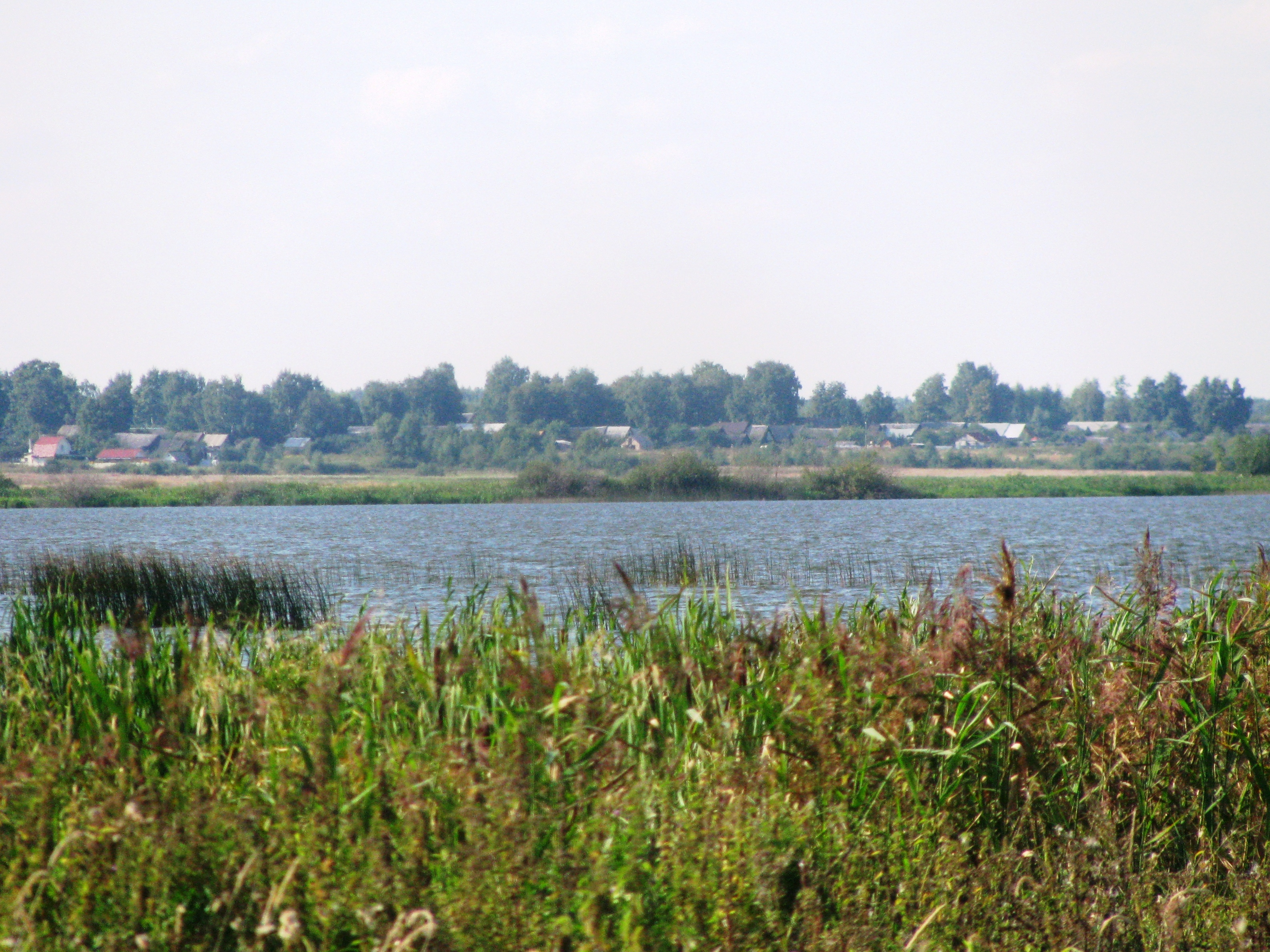

57°45′15″N 40°19′40″E / 57.75417°N 40.32778°E
亞赫羅博利斯科耶湖（俄语：Яхробольское），是俄羅斯的湖泊，位於該國西部雅羅斯拉夫爾州，由涅克拉索夫斯科耶區負責管轄，面積3.7平方公里，海拔高度80.7米，集水區面積119平方公里，最大水深2米。